# Самнер, Эдвин
Эдвин Воуз Самнер (англ. Edwin Vose Sumner; 30 января 1797 — 21 марта 1863) — офицер армии США,  участник Гражданской войны и Индейских войн.

## Ранние годы
Эдвин Воуз Самнер родился в городе Бостон, штат Массачусетс. Его родителями были Илайша Самнер и Нэнси Воуз Самнер. Он окончил академию в Милтоне, Массачусетс.  В 1819 году Самнер поступил на службу в армию США  в чине второго лейтенанта.
31 марта 1822 года он женился на Ханне Уикершем Фостер. Позднее у них рождились шестеро детей: Нэнси, Маргарет Фостер, Сара Монтгомери, Мэри Хирон, Эдвин Воуз-младший и Сэмюэл Сторроу. Последний станет генералом и примет участие в Испано-американской войне, Ихэтуаньском восстании и Филиппино-американской войне. Одна из дочерей Самнера, Мэри Хирон, в 1860 году вышла замуж за генерала Армистеда Линдси Лонга.

## Индейские войны
Он принял участие в Войне Чёрного Ястреба. 4 марта 1833 года Самнеру было присвоено звание капитана. В 1838 году был переведён в кавалерийскую школу в Карлайле, штат Пенсильвания, где преподавал вплоть до начала Американо-мексиканской войны.  

## Мексиканская война
30 июня 1846 года Самнер стал майором 2-го Драгунского полка. В том же году началась война с Мексикой. Самнер участвовал в наступлении генерала Скотта на Мехико. Он участвовал в сражении при Серро-Гордо, во время которого, как считается, пуля срикошетила от его головы, после чего Самнер получил прозвище "Bull Head". За отличие в сражении Самнер получил временное звание подполковника. За сражение при Молино-дель-Рей Самнеру было присвоено временное звание полковника. Уже после войны, 23 июля 1848 года он получил постоянное звание подполковника.
С 1851 по 1853 год Самнер служил военным губернатором Территории Нью-Мексико. В 1851 году он основал около современного города Уиндоу-Рок военное укрепление Форт-Дефайенс, а около города Гэллап — Форт-Уингейт.
3 марта 1855 года получил постоянное звание полковника регулярной армии.  
В 1856 году его назначили командующим форта Ливенворт в Канзасе. Он участвовал в вооружённом конфликте, который стал известен как Истекающий кровью Канзас. Весной 1857 года враждебно настроенные шайенны имели ряд столкновений с солдатами США, в результате чего против них была организована военная экспедиция под руководством Самнера. 29 июля того же года произошла битва Самнера в долине реки Соломон. Шайенны были готовы встретить солдат, убеждённые шаманом, что благодаря его магии пули белых не причинят вреда воинам. Но полковник использовал сабельную атаку, индейцы оказались застигнутыми врасплох и ретировались, потеряв несколько человек убитыми.

## Гражданская война
В феврале 1861 года бригадный генерал Дэвид Твиггс сдался армии Техаса, за что был отчислен из регулярной армии. 12 марта 1861 года Самнер был представлен президентом Линкольном к званию бригадного генерала, чтобы занять вакансию Твиггса. Он стал первым федеральным генералом, получившим это звание во время Гражданской войны. Его место полковника освободилось, и 28 марта указом президента оно было передано Роберту Эдварду Ли.
В 1861 году Самнер был переведён в Тихоокеанский корпус, но через полгода вернулся на восточное побережье, и 25 декабря 1861 года принял командование дивизией. Она состояла из бригад Ховарда, Мара и Френча. 21 марта 1862 года эта дивизия была сведена с дивизией Седжвика во II корпус Потомакской армии, который Самнер возглавил, сдав дивизию генералу Ричардсону. 

### Кампания на полуострове
5 мая 1862 года он был повышен в звании до генерал-майора. Во время сражения при Глендэйле был дважды ранен.

### Мэрилендская кампания
Принял участие в Сражении при Энтитеме, первой крупной битве на территории Севера, был снова ранен. Во время сражения корпус Самнера был послан в бой после того, как были отбиты атаки корпусов Хукера и Мансфилда. Самнар двинул в наступление дивизии Седжвика и Френча, при этом сам занял место в первой линии дивизии Седжвика, отчего утратил контроль над дивизией Френча, которая в итоге уклонилась в сторону и не смогла поддержать наступление Седжвика. Три бригады дивизии Седжвика (Гормана, Дэйна и Ховарда) были построены в три последовательные линии, и Самнер не подумал о прикрытии флангов. Наступая через кукурузное поле, через Хагерстаунскую дорогу и лес Вествуд дивизия вступила в бой с остатками бригады Григсби и бригадой Семса, а в это время две бригады Маклоуза атаковали её во фланг. «О Боже! — воскликнул Самнер, — надо выбираться отсюда!». Дэйн и Ховард не успели развернуть свои бригады и были обращены в бегство. Их отступление поставило в безнадёжное положение бригаду Гормана, которая так же начала отход. Историк Этан Рафьюз писал, что корпус Самнера смог бы добиться успеха, если бы Самнер не забыл про дивизию Френча и если бы грамотнее построил дивизию Седжвика.
К полудню дивизии Френча и Ричардсона сумели захватить позиции конфедеративной дивизии Хилла и выстроить единый фронт с дивизией Седжвика и дивизией генерала Смита.  13:00 генерал Франклин предложил Самнеру возобновить наступление, но Самнер переоценил силы противника перед своим фронтом и не решился на наступление. Это его решение фактически закончило сражение при Энтитеме.
После сражения Самнер привёл корпус в Харперс-Ферри и здесь 9 октября он взял отпуск, передав корпус Дариусу Каучу. Он вернулся в армию 6 ноября, когда корпус стоял в Ректортауне. Главнокомандующий Макклеллан задумал свести корпуса по два в «гранд-дивизии», и собирался поручить Самнеру командование одной из них. В те дни эти планы не реализовались, так как 7 ноября Макклеллан был отстранён от командования, но новый командующий, Эмброуз Бернсайд первым же приказом  распорядился сформировать «гранд-дивизии», и Самнер возглавил Правую гранд-дивизию, которая состояла из II корпуса и IX корпуса. 

### Фредериксбергская кампания
В роли командира гранд-дивизии Самнер принял участие во Фредериксбергской кампании. 
В 1863 году вышел в отставку по собственному желанию. Эдвин Воуз Самнер скончался от сердечного приступа в доме своей дочери 21 марта 1863 года и был похоронен на кладбище Оквуд, Сиракьюс, штат Нью-Йорк.